# Топонимия Казахстана
Топонимия Казахстана — совокупность географических названий, включающая наименования природных и культурных объектов на территории Казахстана. Структура и состав топонимии обусловлены такими факторами, как состав населения, языковая картина и история страны.

## Название страны
Название страны происходит от самоназвания этноса — қазақ, которое происходит от древнетюркского слова «казак» («свободный»), что отражало кочевой образ жизни населения. Элемент названия «-стан» означает «земля, место, область», имеет ираноязычное происхождение и широко распространён на Востоке, поэтому название «Казахстан» можно буквально перевести как «земля свободных людей».
После Октябрьской революции в ноябре 1917 года казахи (в России их с XVIII века ошибочно именовали «киргизами») пережили короткий период автономии (Алашская автономия), чтобы в конечном итоге уступить правлению большевиков. 26 августа 1920 года была образована Киргизская Автономная ССР в составе РСФСР. Киргизская АССР включала территорию современного Казахстана, но её административным центром был преимущественно населённый русскими город Оренбург, позже административный центр был перенесён в город Ак-Мечеть. В июне 1925 года Киргизская АССР была переименована в Казакскую АССР. Название «казак» в 1936 году изменили на «казах», заменив последнюю букву «к» на «х», чтобы избежать путаницы между сословием казаков и народом казаков (казахов). 5 декабря 1936 года Казахская АССР (территория которой к тому времени соответствовала территории современного Казахстана) была отделена от РСФСР и преобразована в Казахскую ССР, полноправную союзную республику СССР. 25 октября 1990 года Казахстан провозгласил суверенитет на своей территории как республика в составе СССР. После неудавшейся попытки государственного переворота в Москве в августе 1991 года Казахстан объявил независимость 16 декабря 1991 года, став таким образом последней советской республикой, провозгласившей независимость.
Современное официальное название страны — Респу́блика Казахста́н (каз. Қазақстан Республикасы; Qazaqstan Respýblıkasy, аббревиатура — РК).

## Формирование и состав топонимии
В. А. Жучкевич выделяет в топонимии Казахстана 3 основных пласта:
- древнейший доказахский (вероятно, иранский)
- тюркоязычный (казахский с отдельными арабскими и монгольскими фрагментами)
- русскоязычный[4].

К древнейшим топонимам Казахстана относятся такие как Чимкент, Манкент, Текес и др. Пласт казахских топонимов в целом равномерно распределён по территории страны, но местами его удельный вес снижается. Особенно широко казахские топонимы представлены в Западном и Южном Казахстане и Карагандинской области. В силу особенностей быта казахского населения — преобладания кочевого скотоводства и незначительного количества постоянных поселений — большинство казахских топонимов относится к оронимии и гидронимии, ойконимия представлена значительно меньше. О развитии земледелия в прошлом на территории Казахстана свидетельствуют топонимы с использованием распространённого термина егін — «пашня, посев», озёра Егіндікөл (буквально «озеро у пашни»), Егінсор — из егін — «посев», сор — «солёное озеро», то есть «озеро, где вблизи находятся посевы»; урочище Егінтомар (буквально «кочковатая пашня»); Егіндібұлақ — «родник у пашни», Егіндіқұдық — «колодец для пашни»; населенные пункты Егіндітөбе — «холм, где имеется пашня», Егінсай — «овраг с пашней» и др.
В гидронимии Казахстана широко представлены названия с формантами -куль (озеро) и -су (река), Сарысу, Ашикуль, Каракуль; кроме того, в Костанайской области широко распространены топонимы с формантом -сор, например, Аралсор. Типичными являются названия источников и колодцев: Каракудук, Кумыскудук, Манбулак и т. д..
Одной из главных особенностей казахской топонимии является наличие глагольных форм, а также большое количество топонимов, происходящих от особенностей природных условий, что касается не только оронимии и гидронимии, но и ойконимии. Часто использование колористических топонимов:
- с формантом -ак («белый»):Актау, Акжар (20 населённых пунктов), Аксу (21 населённый пункт)
- с формантом -кара («чёрный»): Каратау, Каракумы, Карасу (20 населённых пунктов)
- с формантом -кызыл («красный»):Кызылрай, Кызылкум, Кызылсу (3 населённых пункта)
- с формантом -кок («зелёный»): Кокшетау, Коксу (4 населённых пункта), Коктюбе, Кок-Янгак
- с формантом -сары («жёлтый»):Сарыкол, Сарытау (2 населённых пункта), Сарысу и т. д.[5].

Природа страны настолько рельефно отражена в топонимах, что многие казахские топонимы стали нарицательными общегеографическими терминами — адыр, арык, джайлау, сай, шор, такыр и т. д.; некоторые из них употребляются и в языках народов Средней Азии.
Другой характерной особенностью казахской топонимии является детальная передача признаков местности, связанной с особенностями хозяйства и быта казахов:Куулы (ковыльное), Миялы (солодковое), Оленты (осоковое), Курайлы (полынное), Жентакты (место, где растёт верблюжья колючка), Жуалы (место, где растёт дикий лук), Борили (местность, где водятся волки), Аюлы (местность, где водятся медведи), Жиланды (змеиное место) и т. д..
Ещё одной отличительной особенностью казахской топонимии является относительно широкий набор гидронимических терминов, характеризующих различные типы водных объектов. Так, В. Н. Попова приводит целый ряд терминов применительно к различным типам озёр:куль — озеро вообще; шалкар — большое, обширное озеро; тениз — большое озеро, море; жалпак — плоское, широкое озеро; сор — солончак, пересыхающее озеро; батпак — топкое место, грязь; копа — болотистое место; балкылдак — зыбун, трясина; как -плоское неглубокое озеро;балкаш — озеро с топкими берегами;томар — кочковато-болотистое место с выходом грунтовых вод; туз -солёное озеро и т. д.. Помимо этого, Жучкевич выделяет ряд специфических терминов применительно к другим типам водных объектов:су — вода вообще; озень, узень — река; аксу — хороший, чистый водоток, а также ледниковая вода; кызылсу — верховодка, спорая вода;тущису- солёная, горькая вода;озяк, узяк — пересыхающая речка, балка;еспе- плёсы, пересыхающая цепочка озёр; булак — источник;кудык — колодец вообще;кауга- бедный колодец;мынкауга — обильный колодец; шынрау — глубокий колодец;апан — старый завалившийся колодец и т. д. .
Русскоязычные топонимы в Казахстане встречаются, как правило, лишь среди ойконимов, что объясняется относительно поздним освоением территорий русскоязычным населением. По типологии Жучкевича, бо́льшая часть русскоязычных топонимов Казахстана относится к четвёртой группе (патронимические названия, то есть от имён и фамилий людей) — Николаевка (минимум 13 населённых пунктов, сохранилось порядка 8), Фурманово (5 населённых пунктов, сохранился 1), Булаево, и т. д. На втором месте по численности — топонимы первой группы (происходящие от особенностей природной среды) — Кривоозёрка, Дубровное (2 населённых пункта), Калиновка (11 населённых пунктов, сохранилось 6) и др. На третьем месте — русскоязычные топонимы пятой группы (перенесённые названия городов и деревень, откуда прибыли переселенцы) — Полтавка (6 населённых пунктов, сохранилось 5), Архангельское (2 населённых пункта), Черкасское (2 населённых пункта, сохранился 1) и др. Четвёртое место по численности занимают топонимы второй группы (образованные от рода деятельности жителей) — Трудовое (8 населённых пунктов, сохранилось 6), Весёлый Подол и др. Представлены также топонимы третьей группы (характеризующие индивидуальные особенности данного географического объекта) — Долгое, Круглое (2 населенных пункта, не осталось ни одного), Белое (5 населённых пунктов, осталось 3) и др. Слабо представлены топонимы шестой группы (образованные от понятий религиозного и культового характера) — Троицкое (8 населённых пунктов, осталось 2), Рождественка (4 населённых пункта, осталось 2), Успенка (5 населённых пунктов, осталось 4) и др., к тому же их зачастую бывает сложно отличить от топонимов четвёртой группы.
Русские топонимы в Казахстане располагаются ареалами с чётко выраженными границам. Важнейшие ареалы — северная степная часть (Костанайская, Северо-Казахстанская, Кокчетавская области), Прииртышье (Восточно-Казахстанская и Павлодарская области) и Западный Казахстан (по реке Урал). В остальных регионах русские топонимы располагаются отдельными локальными группами, например, по северным склонам Джунгарского Алатау и в районе Караганды. В постсоветский период наметилась тенденция замены русскоязычных топонимов на казахские.

## Топонимическая политика
Вопросами топонимической политики в стране занимается созданная в 1998 году Республиканская ономастическая комиссия при Правительстве Республики Казахстан.
По экспертным оценкам, топонимическую политику страны в постсоветский период можно оценить как «осторожные топонимические изменения». В 1990-х годах в республике переименовывалось по одному-два города в год. Многие названия советского периода, не связанные напрямую с коммунистической идеологией, сохраняются до сих пор (Степногорск, Курчатов). Название Ленинск просуществовало до 1995 года, Лениногорск — до 2002-го. Дерусификационные тенденции, безусловно, заметны, но дерусификация не тотальна. В целом топонимическую политику казахстанской власти можно оценить как довольно консервативную, проводимую с оглядкой на значительную долю русскоязычного населения и официальный статус русского языка в стране.
В 2019 году Казахстан стал второй страной на постсоветском пространстве, где проводилось присвоение населённым пунктам имён действующих политических лидеров. 23 марта 2019 года президент К.-Ж.Токаев подписал указ о переименовании города Астаны в Нур-Султан в честь первого президента Казахстана Н.Назарбаева, также издан закон от 23 марта 2019 года № 238-VІ ЗРК, согласно которому в статью 2 Конституции Республики Казахстан внесены изменения наименования столицы Казахстана.

## Перечни
При проведении ономастической работы местные исполнительные органы руководствуются методическими рекомендациями, регламентирующими ономастическую работу, перечнями «Тарихи тұлғалар», «Жер-су атаулары» и «Дәстүрлі атаулар». Список «Тарихи тұлғалар» являет для служебного пользования.

### Жер-су атаулары
1. Айбас
2. Айғыржал
3. Айғайқұм
4. Айнабұлақ
5. Айнакөл
6. Айпара
7. Айдарлы
8. Айыртау
9. Айыртас
10. Ағанас
11. Ақадыр
12. Ақбастау
13. Ақбастөбе
14. Ақбиік
15. Ақбұлым
16. Ақжал
17. Ақжар
18. Ақжарма
19. Ақжарсай
20. Ақжонас
21. Ақирек
22. Ақкент
23. Ақкөл
24. Аққия
25. Аққошқар
26. Аққұм
27. Аққұяш
28. Аққұдық
29. Ақмыш
30. Ақмола
31. Ақмешіт
32. Ақойман
33. Ақорда
34. Ақсан
35. Ақсу
36. Ақсу-Жабағылы
37. Ақтау
38. Ақтекше
39. Ақтоғай
40. Ақтолағай
41. Ақтам
42. Ақүйік
43. Ақшат
44. Ақши
45. Ақшадыра
46. Ақтөбе
47. Ақыртас
48. Алаш
49. Алаш Орда
50. Алакөл
51. Алатау
52. Алжир
53. Алматы
54. Алтай
55. Алтынжал
56. Алтынемел
57. Алтынқорған
58. Алтынтөбе
59. Алтыншоқы
60. Алтын Орда
61. Алшағыр
62. Алшалы
63. Алшын
64. Алып ана
65. Аманбөктер
66. Аңырақай
67. Аралтөбе
68. Арасан
69. Арал
70. Арғанаты
71. Арқарлы
72. Арқалық
73. Арқайым
74. Арысқұм
75. Аршалы
76. Асусай
77. Атасу
78. Атбасар
79. Атпа-ІІ
80. Ашутасты
81. Ащыөзек
82. Аютас
83. Аяқкөл
84. Аяққұм
85. Аягөз
86. Әулиеағаш
87. Әулиекөл
88. Әулиетұма
89. Байбақты
90. Байқоңыр
91. Байғара
92. Байдалы
93. Байеділ
94. Байырқұм
95. Байынқол
96. Бақанас
97. Баласағұн
98. Баянауыл
99. Балқаш
100. Балғасын
101. Басбайтал
102. Барқын құмдары
103. Бекетай құмы
104. Беғазы
105. Белдеутас
106. Белкөл
107. Белқараған
108. Белқұдық
109. Берел
110. Басбайтал
111. Бесмойнақ
112. Бестарал
113. Бестоғай
114. Бесоба
115. Бесшатыр
116. Бесшоқы
117. Бетпақдала
118. Бозарал
119. Бөкей Ордасы
120. Бұқтырма
121. Бұланты
122. Бұғылы
123. Бұйрат
124. Бұлақсор
125. Бурабай
126. Бозоқ
127. Ботай
128. Бозғақ
129. Бозжыра
130. Бозшакөл
131. Ботақара
132. Биші қайын
133. Биен (Бүйен)
134. Жанкент
135. Жетісу
136. Жетіген
137. Жидебай
138. Жерұйық
139. Жайық
140. Жасыбай
141. Жоламан
142. Дауылкөл
143. Дәуімшар
144. Деркөл
145. Дешті — Қыпшақ
146. Диханкөл
147. Доңғал
148. Домбыралы
149. Домбауыл
150. Зеренді
151. Егіндібұлақ
152. Егізқара
153. Екіөгіз
154. Елтінжал
155. Есік
156. Есіл
157. Ерейментау
158. Ереймен
159. Ерентоғай
160. Ертіс
161. Әулиетау
162. Жалтыр
163. Жалпақтал
164. Жаңадария
165. Жаналы
166. Жақсы Қарғалы
167. Жаман Қарғалы-І
168. Жаманшың метеориті
169. Жамбауыл
170. Жаркент
171. Жаркөл
172. Жарқұдық
173. Жартас
174. Жартау
175. Жасөркен
176. Жәмші
177. Жетібай
178. Жетікөл
179. Жиренкөл
180. Жосалы
181. Жуантөбе
182. Жұмбақтас
183. Иіркөл
184. Иманбұрлық
185. Имантау
186. Иманқара
187. Ірімшіккөл
188. Кеген
189. Келіншек тау
190. Кемертоған
191. Кендірлі
192. Кеңсаз
193. Кеңгір
194. Керімағаш
195. Киелі бұлақ
196. Көкбастау
197. Көкдала
198. Көкжар жәрмеңкесі
199. Көкжазық
200. Көкжайдақ
201. Көкжиде
202. Көккемер
203. Көккөл
204. Көктекше
205. Көксу
206. Көкөзек
207. Көктал
208. Көктас
209. Көктөбе
210. Көкшетау
211. Көкше
212. Көлме
213. Көлсай көлі
214. Көлтоған
215. Көрпелі
216. Күреңбел
217. Күркіреуік өзені
218. Күлтөбе
219. Қайыңды
220. Қайраңкөл
221. Қайрақты
222. Қалғандария
223. Қапал
224. Қарағайлы
225. Қаражар
226. Қаракемер
227. Қаракөл
228. Қарақұдық
229. Қарақұм
230. Қарамерген
231. Қатаркөл
232. Қараой
233. Қараөзек
234. Қарасақал
235. Қаратал
236. Қаратас
237. Қарауыл төбе
238. Қарашүңгір
239. Қарашілік
240. Қарашоқы
241. Қарашығанақ
242. Қарақия
243. Қарағашты
244. Қарғалы
245. Қаршығалы
246. Қатонқарағай
247. Қастек
248. Қазығұрт
249. Қазыналық бақ
250. Қапшағай
251. Қарқаралы
252. Қаратау
253. Қағыл
254. Қимасар
255. Қияқты
256. Қожатоғай
257. Қойтас
258. Қоңырөлең
259. Қоңыртөбе
260. Қопа
261. Қорғанжар
262. Қосарал
263. Қосестек
264. Қосқұдық
265. Қостомар
266. Қостөбе
267. Қорғас
268. Қорғалжын
269. Қорғанша
270. Қоржынкөл
271. Қосшұрат
272. Қоянды
273. Құдықсай
274. Құйғанкөл
275. Құлан
276. Құланкөл
277. Құмбел
278. Құмбұлақ
279. Құмжарған
280. Құмсай
281. Құмқұдық
282. Құмдыкөл
283. Құныскерей
284. Құрсары
285. Құттыкөл
286. Қызыларай
287. Қызыладыр
288. Қызыл қожа
289. Қызылбұлақ
290. Қызылбұйрат
291. Қызылжар
292. Қызылқайың
293. Қызылтау
294. Қызылұңғы
295. Қызылшат
296. Қызылшоқы
297. Қызылтас
298. Қырықкөл
299. Қырыққыз
300. Қырық оба
301. Қышқұдық
302. Қозыбасы
303. Қойлық
304. Лабасы
305. Лепсі
306. Майбұлақ
307. Малайсары
308. Майқұдық
309. Маймекен
310. Майтөбе
311. Манысай
312. Маңдайторғын
313. Марқакөл
314. Мәртөк
315. Мәңгілік Ел
316. Мәні-әулие
317. Меркі
318. Мойынқұм
319. Мұзбел
320. Мұзарт
321. Мұғалжар
322. Мұзтау
323. Медеу
324. Мыңадыр
325. Мыңбай
326. Мыңтөбе құмы
327. Мырзабел
328. Мырзашоқы
329. Найзакескен
330. Нарсай
331. Нарынқол
332. Нарын құмы
333. Нарын
334. Наурызбай
335. Наурызбас
336. Нұра
337. Нұрлы жол
338. Наурызым
339. Обалы
340. Ойқарағай
341. Оймауыт
342. Омбы
343. Ортау
344. Ойыл
345. Оқжетпес
346. Оңайбұлақ
347. Ордабасы
348. Орбұлақ
349. Орқаш
350. Отырар
351. Өлеңдісай
352. Өлеңті
353. Өлке
354. Өрнек
355. Өтес
356. Сабынкөл
357. Сарыбұйрат
358. Сағыз
359. Сағабүйен
360. Сағырлы
361. Сазды
362. Сайғақты
363. Самал сайы
364. Сандықтас
365. Сандықтау
366. Сарай Бату
367. Сарай Берке
368. Саралжын
369. Сарға
370. Саржайлау
371. Сарыадыр
372. Сарыбай
373. Сарыбалық
374. Сарыбұлақ
375. Сарыжар
376. Сарыкемер
377. Сарыкөл
378. Сарықопа
379. Сарысай
380. Сарытөбе
381. Сарыөзен
382. Сарайшық
383. Сарыарқа
384. Сарышоқы
385. Сауран
386. Сайрам
387. Саура сайы
388. Саумалкөл
389. Сапибұлақ
390. Сеңгір
391. Суатсай
392. Сулы келес
393. Сұлукөл
394. Созақ
395. Сейхұн
396. Сығанақ
397. Cынтас
398. Сырымбет
399. Сырдария
400. Сілеті
401. Тағылы
402. Тайсауырын
403. Тақсай
404. Талғар
405. Талдыарал
406. Талдыбұлақ
407. Талдық
408. Талдықұдық
409. Талсуат
410. Тамшалы
411. Тамшыбұлақ
412. Таңбалытас
413. Талас
414. Тараз
415. Тарбағатай
416. Тасбөгет
417. Тасқара
418. Тасқұдық
419. Тасөткел
420. Тастөбе
421. Текелі
422. Текес
423. Темір
424. Темірлік
425. Теректі
426. Терісаққан
427. Теріскен
428. Төрежал
429. Төртоба
430. Төртқұлан
431. Тобылғысай
432. Тоғызбұлақ
433. Тоғызтарау
434. Тойтөбе
435. Тоқмансай
436. Толағай
437. Тораңғыл
438. Торатбасы
439. Торыш
440. Түйе мойнақ
441. Түпқараған
442. Түрген
443. Түркістан
444. Түймекент
445. Тұран
446. Тұздыкөл
447. Тұщыбек
448. Тұщықұдық
449. Тобыл
450. Торғай
451. Төрткөл
452. Үңгіртас
453. Үстірт
454. Үшарал
455. Үшқағыл
456. Үшқиян
457. Үшкөл
458. Үштөбе
459. Үлкен Борсық құмы
460. Үйсінтау
461. Ұзынарық
462. Ұлпан
463. Ұлы Дала
464. Ұлытау
465. Ұшқан ата
466. Хан ордасы
467. Хан тәңірі
468. Хан тоғайы
469. Ханарық
470. Ханжатқан
471. Хантау
472. Шақпақ
473. Шағала
474. Шағалалы
475. Шаған
476. Шалқар
477. Шаңдыаша
478. Шаңкөз
479. Шарын
480. Шектібай
481. Шеңгелді
482. Шелек
483. Шетпе
484. Шерқала
485. Шибұлақ
486. Шилісай
487. Шымбұлақ
488. Шыңғыстау
489. Шілікті
490. Шоқпартас
491. Шоқпар орманы
492. Шөлтөбе
493. Шөптікөл
494. Шұбар
495. Шұбартау
496. Шуылдақ
497. Шымқорған
498. Ырғыз
499. Ырғыз-Торғай мемлекеттік табиғи резерваты
500. Ырыстомар
501. Іле
502. Ясы

### Дәстүрлі атаулар
1. Абзал
2. Азаттық
3. Айбалта
4. Айбұғы
5. Айдарлы
6. Айдын
7. Ақжайлау
8. Ақбақай
9. Ақбаян
10. Ақберен
11. Ақбозат
12. Ақбөкен
13. Ақбура
14. Ақбұлақ
15. Ақдала
16. Ақдидар
17. Ақжар
18. Ақжүніс
19. Ақжібек
20. Ақкент
21. Аққайың
22. Аққу
23. Ақмоншақ
24. Ақотау
25. Ақсай
26. Ақсарай
27. Ақсеңгір
28. Ақсу
29. Ақсу
30. Ақтасты
31. Ақтерек
32. Ақтоған
33. Ақтолқын
34. Ақтүбек
35. Ақшоқы
36. Алаша
37. Алаш
38. Алдаспан
39. Алдияр
40. Алтыбақан
41. Алтынкөл
42. Аманат
43. Аманжол
44. Арай
45. Арғанаты
46. Арғымақ
47. Арқарлы
48. Арлан
49. Арман
50. Арна
51. Асқартау
52. Атамұра
53. Аякөз
54. Байкент
55. Байрақ
56. Байқала
57. Байқоныс
58. Байтақ
59. Байғазы
60. Балауса
61. Балдырған
62. Байшұбар
63. Бақдәулет
64. Балбырауын
65. Балқантау
66. Баршынкент
67. Баян
68. Баянды
69. Баянтау
70. Бәйгеторы
71. Бәйтерек
72. Береке
73. Бесшағыл
74. Бесік
75. Бозай
76. Бозкент
77. Бозтөбе
78. Бозқараған
79. Бозінген
80. Бөген
81. Бөрлі
82. Бөрілі байрақ
83. Бұлан
84. Бұлбұл
85. Бұлғын
86. Бірлік
87. Дауылпаз
88. Дарабоз
89. Дәстүр
90. Дидар
91. Доланалы
92. Достық
93. Дулығалы
94. Еренқабырға
95. Ерке сылқым
96. Ерулік
97. Емен
98. Жанартау
99. Жаркент
100. Манартау
101. Жас қыран
102. Желмая
103. Жерұйық
104. Жиделі
105. Жуалы
106. Жусан
107. Жібек жолы
108. Астаукөл
109. Кәде
110. Кемеңгер
111. Кемер
112. Наурызек
113. Керегетас
114. Керкиік
115. Кертөбел
116. Кершетас
117. Киікоты
118. Киікті
119. Көкжар
120. Көкбесті
121. Көкорай
122. Көкпар
123. Көкпекті
124. Көксай
125. Көксу
126. Көктем
127. Көктерек
128. Көкшоқы
129. Көрімдік
130. Күншуақ
131. Қағанат
132. Қазанат
133. Қазығұрт
134. Қазына
135. Қайнар
136. Қансонар
137. Қарабұлақ
138. Қарақат
139. Қарашоқы
140. Қарқаралы
141. Қобыз
142. Қоңырөлең
143. Қордай
144. Қоржынкөл
145. Қосалқа
146. Қоскүмбез
147. Қосшоқы
148. Құлагер
149. Құлаша
150. Құмкент
151. Құмсуат
152. Құндызды
153. Қыз Жібек
154. Қызғалдақ
155. Қызылжар
156. Қырмызы
157. Лашын
158. Маралды
159. Майбұлақ
160. Майлыөзек
161. Майлысай
162. Майтөбе
163. Мәртөбе
164. Медеу
165. Мерген
166. Мұзарт
167. Мұзбел
168. Мұзтау
169. Мұхит
170. Мыңбұлақ
171. Назерке
172. Назқоңыр
173. Найзалы
174. Наркескен
175. Наршөккен
176. Нарқызыл
177. Наурызым
178. Несібелі
179. Нұрлы
180. Ордабасы
181. Ордалы
182. Отан
183. Отау
184. Өгем
185. Өренсай
186. Өркен
187. Рауан
188. Рауғаш
189. Сақиналы
190. Салқынбел
191. Самал
192. Самұрық
193. Сандықтау
194. Сапаркент
195. Сарқырама
196. Сарыжаз
197. Сарыөзек
198. Сәйгүлік
199. Серпін
200. Сұлутөр
201. Сұлусай
202. Сұңқар
203. Сұңқарлы
204. Сыбаға
205. Сыбызғы
206. Сынтас
207. Сырбаз
208. Сырғалы
209. Тайбурыл
210. Тайқазан
211. Талды
212. Тамшылы
213. Таңсамалы
214. Таукент
215. Тәуелсіздік
216. Телегей
217. Телқоңыр
218. Телкүрең
219. Теңбілкөк
220. Тектұрмас
221. Тобылғы
222. Тобыл
223. Толқын
224. Тораңғы
225. Төрбұлақ
226. Тұйғын
227. Тұлпар
228. Тұма
229. Тұмар
230. Тұмарлы
231. Тұраркент
232. Үшарал
233. Үшқара
234. Үшқоңыр
235. Ханжайлау
236. Ханкөл
237. Хантау
238. Хантәңірі
239. Ханшайым
240. Шалқар
241. Шамшырақ
242. Шаңырақ
243. Шапағат
244. Шарын
245. Шаттық
246. Шиелі
247. Шөптікөл
248. Шұрайлы
249. Шынарым
250. Шырайлы
251. Шұбаркөл
252. Ықылас
253. Ырысты

## Критика
Топонимическая политика Казахстана подвергается критике общественников за тавтологию, трайбализм, склонность присваивать наименования объектам, уничтожая при этом историю местности вместе с его прежним названием. Наличие одноимённых названия районов и сёл одного района приводят к путанице местных жителей.
Председатель маслихата города Астаны отмечал, что многие влиятельные люди хотят назвать улицы столицы в честь своих предков.
Новые названия и переименования основываются на источниках из трёх списков: «Тарихи тұлғалар», «Жер-су атаулары» и «Дәстүрлі атаулар».
Часто топонимика становится предметом коррупции.

## Статистика названий
Самые популярные названия районов Казахстана согласно списку КАТО на 2022 год.
1. Абайский район — 3
2. Жамбылский район — 3
3. Есильский район — 3
4. Актогайский район — 2
5. Алматинский район — 2.

Самые популярные названия сёл и зимовок Казахстана согласно списку КАТО на 2022 год.
| Место | Название          | число |
| ----- | ----------------- | ----- |
| 1     | с. Жамбыл         | 35    |
| 2     | с. Бирлик         | 34    |
| 3     | с. Алгабас        | 28    |
| 4     | Чабанский жил.дом | 26    |
| 5     | с. Абай           | 26    |
| 6     | с. Амангельды     | 25    |
| 7     | с. Карасу         | 24    |
| 8     | с. Кызылжар       | 23    |
| 9     | с. Енбек          | 23    |
| 10    | с. Карабулак      | 21    |
| 11    | с. Жанаталап      | 21    |
| 12    | с. Акжар          | 19    |
| 13    | с. Коктерек       | 18    |
| 14    | с. Кайнар         | 18    |
| 15    | с. Актобе         | 18    |
| 16    | с. Достык         | 18    |
| 17    | с. Акбулак        | 18    |
| 18    | с. Енбекши        | 17    |
| 19    | с. Аксу           | 16    |
| 20    | с. Степное        | 16    |
| 21    | с. Целинное       | 15    |
| 22    | с. Ынтымак        | 15    |
| 23    | МТФ               | 14    |
| 24    | с. Коктобе        | 14    |
| 25    | с. Актас          | 14    |
| 26    | с. Жанажол        | 14    |
| 27    | с. Косколь        | 14    |
| 28    | с. Жанатурмыс     | 13    |
| 29    | с. Казахстан      | 13    |
| 30    | с. Кызылагаш      | 13    |
| 31    | с. Мадениет       | 13    |
| 32    | с. Аксуат         | 13    |
| 33    | с. Акбастау       | 13    |
| 34    | зимовка Аксай     | 13    |
| 35    | с. Сарыбулак      | 13    |
| 36    | с. Акколь         | 13    |
| 37    | с. Каратал        | 13    |
| 38    | с. Аксай          | 13    |
| 39    | с. Октябрьское    | 12    |
| 40    | с. Береке         | 12    |
| 41    | Подстанция        | 12    |
| 42    | с. Караой         | 12    |
| 43    | с. Кызылту        | 12    |
| 44    | с. Саралжын       | 11    |
| 45    | с. Копа           | 11    |
| 46    | с. Жыланды        | 11    |
| 47    | с. Алмалы         | 11    |
| 48    | с. Караколь       | 11    |
| 49    | с. Каракудук      | 11    |
| 50    | с. Кайынды        | 11    |
| 51    | с. Орнек          | 10    |
| 52    | с. Шалкар         | 10    |
| 53    | с. Талдыбулак     | 10    |
| 54    | с. Ынталы         | 10    |
| 55    | с. Куйган         | 10    |
| 56    | с. Акши           | 10    |
| 57    | с. Первомайское   | 10    |
| 58    | с. Каражар        | 10    |
| 59    | с. Карашокы       | 10    |
| 60    | с. Коктал         | 10    |

Самые популярные названия сельских округов Казахстана согласно списку КАТО на 2022 год.
| Место | Название             | число |
| ----- | -------------------- | ----- |
| 1     | Жамбылский с.о.      | 19    |
| 2     | Бирликский с.о.      | 12    |
| 3     | Карасуский с.о.      | 10    |
| 4     | Абайский с.о.        | 10    |
| 5     | Кызылжарский с.о.    | 9     |
| 6     | Амангельдинский с.о. | 9     |
| 7     | Акбулакский с.о.     | 8     |
| 8     | Акжарский с.о.       | 8     |
| 9     | Алгабасский с.о.     | 8     |
| 10    | Карабулакский с.о.   | 7     |
| 11    | Достыкский с.о.      | 7     |
| 12    | Жанажолский с.о.     | 7     |
| 13    | Коктерекский с.о.    | 6     |
| 14    | Первомайский с.о.    | 6     |
| 15    | Мичуринский с.о.     | 6     |
| 16    | Енбекшинский с.о.    | 6     |
| 17    | Аксуский с.о.        | 6     |
| 18    | Аккольский с.о.      | 6     |
| 19    | Кенесский с.о.       | 5     |
| 20    | Актогайский с.о.     | 5     |
| 21    | Аксайский с.о.       | 5     |
| 22    | Алмалинский с.о.     | 5     |
| 23    | Октябрьский с.о.     | 5     |
| 24    | Узункольский с.о.    | 5     |
| 25    | Каратобинский с.о.   | 5     |
| 26    | Иртышский с.о.       | 4     |
| 27    | Новопокровский с.о.  | 4     |
| 28    | Михайловский с.о.    | 4     |
| 29    | Караойский с.о.      | 4     |
| 30    | Айдарлинский с.о.    | 4     |
| 31    | Актобинский с.о.     | 4     |
| 32    | Лесной с.о.          | 4     |
| 33    | Аксуатский с.о.      | 4     |
| 34    | Андреевский с.о.     | 4     |
| 35    | Алгинский с.о.       | 4     |
| 36    | Кайындинский с.о.    | 4     |
| 37    | Заречный с.о.        | 4     |
| 38    | Успенский с.о.       | 4     |
| 39    | Коктобинский с.о.    | 4     |
| 40    | Актауский с.о.       | 4     |
| 41    | Чапаевский с.о.      | 4     |
| 42    | Каратальский с.о.    | 4     |
| 43    | Петровский с.о.      | 3     |
| 44    | Ленинский с.о.       | 3     |
| 45    | Федоровский с.о.     | 3     |
| 46    | Бидайыкский с.о.     | 3     |
| 47    | Миялинский с.о.      | 3     |
| 48    | Акбастауский с.о.    | 3     |
| 49    | Талапский с.о.       | 3     |
| 50    | Булакский с.о.       | 3     |
| 51    | Кызылкумский с.о.    | 3     |
| 52    | Григорьевский с.о.   | 3     |
| 53    | Мадениетский с.о.    | 3     |
| 54    | Егинсуский с.о.      | 3     |
| 55    | Николаевский с.о.    | 3     |
| 56    | Енбекский с.о.       | 3     |
| 57    | Приреченский с.о.    | 3     |
| 58    | Айнабулакский с.о.   | 3     |
| 59    | Талдысайский с.о.    | 3     |
| 60    | Жосалинский с.о.     | 3     |
| 61    | Кызылагашский с.о.   | 3     |
| 62    | Кабанбайский с.о.    | 3     |
| 63    | Кызылсайский с.о.    | 3     |
| 64    | Казанский с.о.       | 3     |
| 65    | Аккумский с.о.       | 3     |
| 66    | Казахстанский с.о.   | 3     |
| 67    | Майский с.о.         | 3     |
| 68    | Кайнарский с.о.      | 3     |
| 69    | Мынбулакский с.о.    | 3     |
| 70    | Каракемерский с.о.   | 3     |
| 71    | Озерный с.о.         | 3     |
| 72    | Каракольский с.о.    | 3     |
| 73    | Покровский с.о.      | 3     |
| 74    | Когалинский с.о.     | 3     |
| 75    | Приречный с.о.       | 3     |
| 76    | Коктальский с.о.     | 3     |
| 77    | Талдыбулакский с.о.  | 3     |
| 78    | Коскольский с.о.     | 3     |
| 79    | Тельманский с.о.     | 3     |
| 80    | Красноярский с.о.    | 3     |
| 81    | Куйганский с.о.      | 3     |
| 82    | Копинский с.о.       | 3     |